# Chenay (Deux-Sèvres)
Chenay település Franciaországban, Deux-Sèvres megyében. Lakosainak száma 456 fő (2022. január 1.). Chenay Avon, Chey, Exoudun, Lezay, Sepvret, Vançais és Saint-Sauvant községekkel határos.

## Népesség
A település népességének változása:
| Lakosok száma | 502  | 489  | 475  | 454  | 454  | 451  | 447  | 451  | 456  |
|               | 2013 | 2015 | 2016 | 2017 | 2018 | 2019 | 2020 | 2021 | 2022 |